# アルフレート・シュライバー
アルフレート・シュライバー(ドイツ語: Alfred Schreiber、1923年11月11日 - 1944年11月26日)は、ドイツの軍人。最終階級は空軍少尉。第二次世界大戦では5機の航空機を撃墜したエース・パイロットである。また、航空戦史上初のジェット機による撃墜を行った人物でもある。

## 経歴
1944年7月26日、第26駆逐航空団に所属していたシュライバーはイギリス空軍第540飛行中隊の写真偵察機モスキートを撃墜したが、この時彼が搭乗していた戦闘機こそジェット戦闘機Me262であった。この戦闘は人類の航空史上ジェット機が初めて戦果を上げたものとして記録された。ただ、モスキートは空中で撃墜されたわけではなく、その時に受けた損傷で引き起こされた着陸時の事故によるものとされている。
その後も4機の撃墜を記録したが、11月26日にレヒフェルトにおいて彼自身も着陸時の事故により死亡した。

## 撃墜機
シュライバーの記録による。
| 撃墜数 | 日付           | 機種                       |
| ------ | -------------- | -------------------------- |
| 1      | 1944年7月26日  | モスキート PR Mk. XVI      |
| 2      | 1944年8月2日   | スピットファイア           |
| 3      | 1944年8月26日  | スピットファイア           |
| 4      | 1944年9月5日   | スピットファイア PR Mk. XI |
| 5      | 1944年10月28日 | P-38 ライトニング          |